# Вааський університет
Вааський університет (фін. Vaasan yliopisto) — державний вищий навчальний заклад у місті Вааса, Фінляндія. Один з наймолодших в країні. Чотири факультети: підприємництва, гуманітарних наук, суспільствознавства, технологій. 425 працівників, з яких викладачів 180, професорів - 44. Кількість студетнів - близько 5000 чоловік. З 1998 ректором університету є професор комп'ютерних технологій Матті Якобсон. Викладання фінською та англійською мовою.  

## Історія
1966 уряд Фінляндії вирішує заснувати у місті Вааса Школу економіки та бізнес-адміністрування. Це перший подібний навчальний заклад у переважно шведомовному регіоні Остерботнії. Вже 1967 навчання розпочали 90 приватних студентів. Школу очолили Т. Саксен, згодом М. Паломякі. 1977 заклад отримує державний статус на рівні з іншими академічними установами Фінляндії. 1980 відкрито факультет гуманітарних наук, 1983 - суспільствознавства, 1990 -  вікдрито філію факультету технологій Гельсінського університету. 1992 - присвоєно статус класичного університету (у Фінляндії його отримують вищі навчалні заклади із чотирма факультетами).

## Специфіка
Університет перший у Фінляндії запровадив поглиблене вивчення технологічних дисциплін у програмах з економіки та бізнес-адміністрування. Великий відсоток іноземних студентів (із 35 країн світу). Діє університетський театр. Університет функціонує у переважно шведомовному місті, фіно- та кареломовному регіоні. Має угоду про співпрацю з Таврійським національним університетом ім. Вернадського. 

## Розташування
Вааський університет відзначається оригінальною цегляною будівлею, зведеною 1860 для суконної фабрики - на морському узбережжі. 1994 масивна будівля фабрики повністю перепланована і відтоді тут розмістився основний корпус університету. 

## Ректори
- Трюґґе Саксен (Tryggve Saxén, 1968-1970)
- Маурі Паломякі (Mauri Palomäki, 1970-1987)
- Ілкка Віртанен (Ilkka Virtanen, 1987-1994)
- Арі Салмінен (Ari Salminen, 1994-1998)
- Матті Якобссон (Matti Jakobsson, 1998)